# Eksplosionen i Store Andst
Eksplosion i Store Andst var en eksplosionsbrand der fandt sted i og omkring et depot på den tidligere kaserne i Store Andst i Sydjylland 8. oktober 2011. To personer omkom og i alt seks til otte boliger og bygninger blev beskadiget.

## Hændelsesforløb
| Klokkeslæt  | Hændelse |
| ----------- | --- |
| 10.44–10.49 | Vidner observerer flere små-eksplosioner der kort efter følges af en noget større eksplosion. Nogle vidner hævder at have observeret noget samtidig med eksplosionen, de sætter i forbindelse med antændt fyrværkeri. En trykbølge raserer depotet samt et antal omkringliggende boliger og propellerer brokker igennem luften. En nabo til depotet finder rester af fyrværkeri på hans grund. |
| 10.54–10.59 | Omtrent ti minutter senere ankommer beredskabet til åstedet og tager bestik af situationen. |
| 14.10       | En sikkerhedszone med en radius på firehundrede meter fra epicenteret oprettes efter fundet af et ukendt antal ueksploderede krysantemum-bomber skærper risikoen for yderligere eksplosioner. |
| 15.30       | Yderligere en række eksplosioner af ukendt omfang forekommer indenfor sikkerhedszonen. |